# Supremacy
Supremacy – czwarty album studyjny amerykańskiej grupy muzycznej Hatebreed.

## Lista utworów
1. "Defeatist" – 3:19
2. "Horrors of Self" – 2:29
3. "Mind Over All" – 1:59
4. "To the Threshold" – 2:49
5. "Give Wings to My Triumph" – 3:05
6. "Destroy Everything" – 3:29
7. "Divine Judgment" – 2:28
8. "Immortal Enemies" – 2:29
9. "The Most Truth" – 2:44
10. "Never Let It Die" – 3:39
11. "Spitting Venom" – 2:49
12. "As Diehard As They Come" – 2:17
13. "Supremacy of Self" – 2:47

## Twórcy
- Jamey Jasta - śpiew
- Frank Novinec – gitara
- Sean Martin – gitara
- Chris Beattie – gitara basowa
- Matt Byrne – perkusja
- Chris „Zeuss” Harris - produkcja